# Sanjar Fayziev
Sanjar Fayziev (Tashkent, 29 luglio 1994) è un tennista uzbeko.

## Biografia
Fayziev nel singolare ha raggiunto la posizione numero 253 del ranking ATP nel 2017 e, nel doppio, la numero 154 il 10 ottobre 2022. Ha vinto sette titoli ITF di singolare e diciotto di doppio. In quest'ultima specialità ha conquistato anche il Tashkent Challenger nel 2018 in coppia con Jurabek Karimov.
Fa parte della squadra uzbeka di Coppa Davis, dove ha vinto otto dei venticinque incontri disputati tra singolare e doppio.
Nel 2017 gli è stata riscontrata un'aritmia cardiaca. 
Nel 2019 ha conquistato la medaglia d'oro alle Universiadi di Napoli nella specialità di doppio insieme a Khumoyun Sultanov.
Nel 2023 è stato squalificato per tre anni, essendo stato riconosciuto responsabile di cinque infrazioni relative ad altrettante partite giocate nel 2018, risultate poi truccate. Gli è anche stata comminata una multa di 15.000 dollari.